# Siegfried Nagl
Siegfried Nagl (n. 18 aprilie 1963, Graz) este un politician austriac, membru al ÖVP. Siegfied Nagl a fost primar al Grazului în perioada 2003 - 2021.